# The Warrior's Way
El camino del guerrero (llamada originalmente Laundry Warrior) es una película de acción escrita y dirigida por el debutante Sngmoo Lee y producida por Lee Joo-Ick, Michael Peyser y Barrie M. Osborne, que fue productor de la Trilogía cinematográfica de El Señor de los Anillos. La película fue estrenada en el año 2010. 

## Argumento
La historia trata de Yang, un maestro con la espada (Jang Dong-gun) que abandona su clan y huye de Asia para dejar atrás un sangriento pasado acompañado de April, un bebe que es el último miembro de un linaje enemigo. Yang termina ocultándose en un pequeño pueblo del oeste americano en el que conoce al borracho propietario de un circo (Geoffrey Rush) y a una lanzadora de cuchillos (Kate Bosworth) que esconden poderosos secretos. Pronto se verá en mitad de una épica batalla en la que todo el mundo busca su cabeza: tanto los matones de la banda de los Jinetes del Infierno como su antiguo clan en busca de venganza por su traición.

## Reparto
| Actor/Actriz     | Personaje      |
| ---------------- | -------------- |
| Jang Dong-gun    | Yang           |
| Geoffrey Rush    | Ron            |
| Kate Bosworth    | Lynne          |
| Danny Huston     | The Colonel    |
| Ash Jones        | Rug            |
| Nic Sampson      | Pug            |
| Ryan Richards    | Slug           |
| Matt Gillanders  | Geyser         |
| Eoin McDonald    | Hell Rider     |
| Jessica Cummings | April (6 años) |